# Carlos Martínez (Fußballspieler, 1993)
Carlos Martínez, vollständiger Name Carlos Raúl Martínez Rodríguez, (* 4. März 1993 in Uruguay) ist ein uruguayischer Fußballspieler.

## Karriere
Der 1,77 Meter große Mittelfeldakteur Martínez steht seit der Saison 2016 im Kader der Profimannschaft des Club Sportivo Cerrito. Dort feierte er am 1. Oktober 2016 sein Debüt in der Segunda División, als er von Trainer Alberto Quintela bei der 1:2-Auswärtsniederlage gegen den Canadian Soccer Club in die Startelf beordert wurde. In jener Spielzeit bestritt er insgesamt fünf Spiele (kein Tor) in der Liga. Ein Tor schoss er nicht.